# 灰头鸦雀
灰头鸦雀（学名：Paradoxornis gularis）为鸦雀科鸦雀属的鸟类。分布于锡金、不丹、印度、缅甸、老挝、泰国、越南以及中国大陆的中国南部自云南东抵福建、浙江等省、包括海南等地，常见于竹林或其他树木的下木间。该物种的模式产地在錫金。

## 亚种
- 灰头鸦雀华南亚种（学名：Paradoxornis gularis fokiensis）。在中国大陆，分布于中国南部各省、北抵四川、湖南、湖南、浙江等地。该物种的模式产地在福建挂墩。[2]
- 灰头鸦雀海南亚种（学名：Paradoxornis gularis hainanus），是中国的特有物种。分布于海南等地。该物种的模式产地在海南岛五指山。[3]